# People Power
People Power (chinesisch 人民力量, Pinyin Rénmín Lìliàng, Jyutping Jan4man4 Lik6loeng6 – „etwa: Volksmacht, “Basisdemokratische” Kraft des Volkes“) ist eine radikaldemokratische politische Organisation in der Sonderverwaltungszone Hongkong, welche auch mit einem Abgeordneten im Legislative Council vertreten ist. Der Grund für die Existenz von People Power ist deren Annahme, dass sich auch die Democratic Party zu sehr von der Regierung der Volksrepublik China beeinflussen lässt.

## Geschichte
People Power wurde 2011 als Allianz von Politikern gegründet, die vor allem gegen die Democratic Party innerhalb des demokratischen Spektrums gerichtet sind. Sie werfen der Democratic Party vor, sich zu sehr der Regierung Chinas zu beugen. Ein Beispiel für Belege dieses Verhaltens ist der Kompromiss zwischen der Democratic Party mit dem Pro-Peking-Lager aus dem Jahr 2010, eine Wahlkreisreform in Hongkong durchzuführen. Gründungsmitglieder waren die für die League of Social Democrats gewählten Abgeordneten Wong Yuk-man mit dem Proletariat Political Institute und Albert Chan sowie politische Aktivisten von Power Voters, der Democratic Alliance und The Frontier.
Die erste Wahl, bei der People Power antrat, waren die Wahlen zu den District Councils 2011. Es wurden 62 Kandidaten aufgestellt, die auch gegen die anderen Demokraten antraten. Bei der Wahl konnte jedoch nur ein einziger Sitz in einem District Council errungen werden. Bei der Wahl zum Legislative Council 2012 errang People Power 9,73 % und drei Sitze. Nach dem Austritt von Wong Yuk-man 2013 entwickelte sich eine bessere Beziehung zwischen People Power und den übrigen Parteien des Pro-Demokratie-Lagers.
Ab 2013 begann auch wieder eine Zusammenarbeit mit der League of Social Democrats, aus der ein Teil von People Power 2011 hervorging. Bei den Wahlen zu den District Councils 2015 trat People Power mit nur neun Kandidaten an und errang keine Sitze. Zusammen mit der League of Social Democrats, mit der ein Wahlbündnis zur Wahl zum Legislative Council 2016 eingegangen wurde, erreichte People Power 7,20 % der Stimmen und zwei Sitze. Jeweils ein Sitz entfiel auf beide Parteien. Für People Power zog Raymond Chan Chi-chuen in das Parlament ein, der heute nach wie vor Abgeordneter ist, während Leung Kwok-hung von der League of Social Democrats aus dem Legislative Council ausgeschlossen wurde.
Einige ehemalige Mitglieder von People Power schlossen sich den Lokalisten, zum Beispiel der Partei Civic Passion, an. Dazu gehört auch das Gründungsmitglied Wong Yuk-man.

## Mitglieder
- Democratic Alliance (2011 bis 2012)
- The Frontier (2011 bis 2016)
- Proletariat Political Institute (2011 bis 2013)
- Power Voters (seit 2011)

## Parteivorsitzende
- Christopher Lau Gar-hung: 2011 bis 2013
- Erica Yuen Mi-ming: 2013 bis 2016
- Raymond Chan Chi-chuen: seit 2016